# Gros-Fays
Pour les articles homonymes, voir Gros.
Gros-Fays (en wallon Grå-Fayi) est une section et un village de la commune belge de Bièvre située en Région wallonne dans la province de Namur.
Gros-Fays fait partie de l'association qui regroupe les plus beaux villages de Wallonie.

## Géographie
Le village est situé en Ardenne, sur les hauteurs de la vallée de la Semois, un affluent de la Meuse. Les villages qui l'entourent sont Alle-sur-Semois, Cornimont, Chairière, Mouzaive et Oizy. Le village de Gros-Fays a un hameau situé environ 1 kilomètre au nord nommé Six-Planes.

## Évolution démographique
- Source: DGS, 1831 à 1970=recensements population, 1976= habitants au 31 décembre

## Histoire
Gros-Fays a fait partie de l'ancien duché de Bouillon qui était une sorte d'État plus ou moins indépendant, annexé aux Pays-Bas en 1815. 
Gros-Fays a d'abord fait l'objet d'une première fusion de communes en 1964 avec Baillamont, Cornimont et Oizy pour former la nouvelle entité d'Oizy.
Oizy rejoindra ensuite la nouvelle commune de Bièvre, issue des fusions de 1977.

## Patrimoine et culture

### Patrimoine architectural
Le village possède de nombreuses anciennes fermes et fermettes en schiste avec encadrements des baies le plus souvent réalisés en brique rouge ou en pierre de taille. Toutefois, aucun bien immobilier de la localité ne fait l'objet d'un classement.
On peut y voir l'église Saint-Pierre, partiellement reconstruite à la suite d'un incendie dû à un court-circuit en 1987. 
Le château-ferme de Gros-Fays est une bâtisse datée de 1684 comme indiqué sur une taque de cheminée. Il appartenait aux seigneurs de Lamock. Le corps de logis en schiste comprenant un étage et surmonté d'une toiture en ardoises à quatre pans est flanqué aux angles de la façade arrière de deux tours défensives carrées qui étaient percées à l'origine par quelques meurtrières comme seules ouvertures. D'autres baies à encadrement en bois y ont été percées plus tard. En face du château-ferme, se trouve une ancienne brasserie en activité jusqu'à la Première Guerre mondiale. L'ensemble se situe à la sortie du village sur la rue menant à Mouzaive.
Au centre du village, le lavoir en moellons de schiste sous une toiture d'ardoises en écailles a été construit vers 1900 et, à côté, se trouve un abreuvoir de forme circulaire composé de dalles de pierre bleue cerclées de fer.
Le moulin de Gros-Fays situé en allant vers Cornimont est ce qu'il reste de l'ancien château qui date du Moyen Âge (du moins ce qu'il en reste), aujourd'hui devenu une habitation.

### Culture
La kermesse locale se tient chaque année à la Saint-Pierre, le 1er week-end de juillet ou le dernier du mois de juin. 
Chaque année, le Rallye de la Semois traverse Gros-Fays.